# Club Balonmano Granollers
Il Club Balonmano Granollers è una squadra di pallamano spagnola avente sede a Granollers.

## Storia
Fondata nel 1944, nella sua storia ha vinto 13 campionati spagnoli, 3 Coppe del Re, 1 Coppa ASOBAL, 1 Coppa delle Coppe e 2 EHF Cup. Disputa le proprie gare interne presso il Palacio de Deportes de Granollers di Granollers il quale ha una capienza di 5.685 spettatori.

## Palmarès

### Titoli nazionali
- Campionato spagnolo: 13
  - 1955-56, 1956-57, 1957-58, 1958-59, 1959-60, 1960-61, 1965-66, 1966-67, 1967-68, 1969-70
  - 1970-71, 1971-72, 1973-74
- Coppa del Re: 3
  - 1957-58, 1969-70, 1973-74
- Coppa ASOBAL: 1
  - 1993-94

### Titoli internazionali
- Coppa delle Coppe: 1
  - 1975-76
- IHF Cup / EHF Cup: 2
  - 1994-95, 1995-96